# Microplocia
Microplocia is een kevergeslacht uit de familie van de boktorren (Cerambycidae). De wetenschappelijke naam van het geslacht werd voor het eerst geldig gepubliceerd in 1924 door Heller.

## Soorten
Microplocia omvat de volgende soorten:
- Microplocia borneensis Breuning, 1956
- Microplocia puncticollis Heller, 1924
- Microplocia sybroides Breuning, 1942
- Microplocia tonkinensis Breuning, 1963